# Jean-Marc Vigilant
Pour les articles homonymes, voir Vigilant.
Jean-Marc Vigilant, né le 26 février 1967 à Châlons-en-Champagne, est un pilote militaire et général français. 

## Biographie
Né d'un d'un père sous-officier de l'Armée de terre et d'une mère infirmière, tous deux martiniquais,, il passe une partie de sa jeunesse à Saint-Maixent-l'École, où son père est cadre à l'École nationale des sous-officiers d'active.

### Carrière
- 1986 : entrée dans l'Armée de l'air
- 1989 : diplôme d'ingénieur de l'École de l'air, puis devient  pilote militaire[4]
- 2005-2007 : chef du bureau Gestion des crises aux Affaires stratégiques du ministère de la Défense
- 2007-2010 : séjour au ministère de la Défense espagnol dans le cadre d'un échange d'officiers. En plus de son brevet de l'École de guerre française, il est ainsi breveté de l'École de guerre espagnole
- 2010-2012 : colonel commandant la Base aérienne 102 Dijon-Longvic
- 2012 : chef de la division inspection et assistant militaire du général adjoint à l’inspecteur des armées
- 2012-2015 : responsabilité au sein de l'OTAN (à Rome, puis directeur de cabinet du SACT à Norfolk (Virginie))
- 2018-2019 : responsable des troupes de l'opération Chammal en Irak et Syrie
- 15 juin 2020 : nommé directeur de l'École de guerre à compter du 27 juillet 2020[5],[3],[2]
- 18 juillet 2022 : nommé chargé de mission auprès du chef d'état-major de l'armée de l'air et de l'espace à compter du 1er août 2022[6]
- Début 2023, il fonde la société de conseil aux entreprises BeVigilant, qu'il préside[7]
- En 2024 et 2025, il est président de l'association EuroDéfense-France, domiciliée à l'École militaire, et chercheur associé à l'IRIS[8],[9],  plus particulièrement en charge des sujets « Politique de défense – OTAN[10],[11] – UE – Opérations militaires multidomaines – Opérations extérieures – Nouvelles technologies – Innovation »[12]

Il a aussi effectué des missions à Djibouti, en Bosnie, au Tchad, en Libye,.

### Grades successifs majeurs
- 12 décembre 2018 : promu général de brigade aérienne[13]
- 24 juillet 2019 : nommé officier général adjoint au directeur de l'enseignement militaire supérieur à compter du 1er août 2019[14]
- 2 juin 2021 : promu général de division aérienne pour prendre rang du 1er juillet 2021[15]

## Distinctions
- Officier de la Légion d'honneur (4 juillet 2014) (chevalier le 11 septembre 2003)[16]
- Commandeur de l'ordre national du Mérite (17 octobre 2020)[17],[9]